# Ducado de Villahermosa
El ducado de Villahermosa es un título nobiliario español de origen real, creado en fecha desconocida de 1476 por Juan II de Aragón a favor de su hijo natural Alfonso de Aragón y Escobar, hermanastro de Fernando el Católico.
Se trata de uno de los títulos nobiliarios más importantes de España, y se le concedió la grandeza de primera clase de 1520, por el emperador Carlos V. El lema familiar es "Sanguine empta, sanguine tuebor".

## Denominación
Su denominación hace referencia al municipio de Villahermosa del Río, en la provincia de Castellón.

## Duques de Villahermosa
|                                | Titular                                            | Periodo                        |
| Creación por Juan II de Aragón | Creación por Juan II de Aragón                     | Creación por Juan II de Aragón |
| ------------------------------ | -------------------------------------------------- | ------------------------------ |
| i                              | Alfonso de Aragón                                  | 1476-1485                      |
| ii                             | Alfonso de Aragón                                  | 1485-1513                      |
| iii                            | Fernando Sanseverino de Aragón                     | 1513-1557                      |
| iv                             | Martín de Gurrea y Aragón                          | 1558-1581                      |
| v                              | Fernando de Gurrea y Aragón                        | 1581-1592                      |
| vi                             | Francisco de Gurrea y Aragón                       | 1592-1603                      |
| vii                            | María Luisa de Aragón y Wernstein                  | 1603-1623                      |
| viii                           | Fernando de Aragón Gurrea y Borja                  | 1623-1665                      |
| ix                             | Carlos de Aragón Gurrea y Borja                    | 1665-1692                      |
| x                              | José Claudio de Aragón Gurrea y Bardají            | 1692-1761                      |
| xi                             | Juan Pablo de Aragón Azlor                         | 1761-1790                      |
| xii                            | Víctor Amadeo de Aragón Azlor                      | 1790-1792                      |
| xiii                           | José Antonio de Aragón Azlor Pignatelli            | 1792-1852                      |
| xiv                            | Marcelino Azlor de Aragón y Fernández de Córdoba   | 1853-1888                      |
| xv                             | María del Carmen Azlor de Aragón Idiáquez          | 1889-1905                      |
| xvi                            | Francisco Javier Azlor de Aragón e Idiáquez        | 1906-1919                      |
| xvii                           | José Antonio Azlor de Aragón y Hurtado de Zaldívar | 1919-1960                      |
| xviii                          | María del Pilar Azlor de Aragón y Guillamas        | 1962-1996                      |
| xix                            | Álvaro de Urzáiz y Azlor de Aragón                 | 1997-actual titular            |

## Historia de los duques de Villahermosa

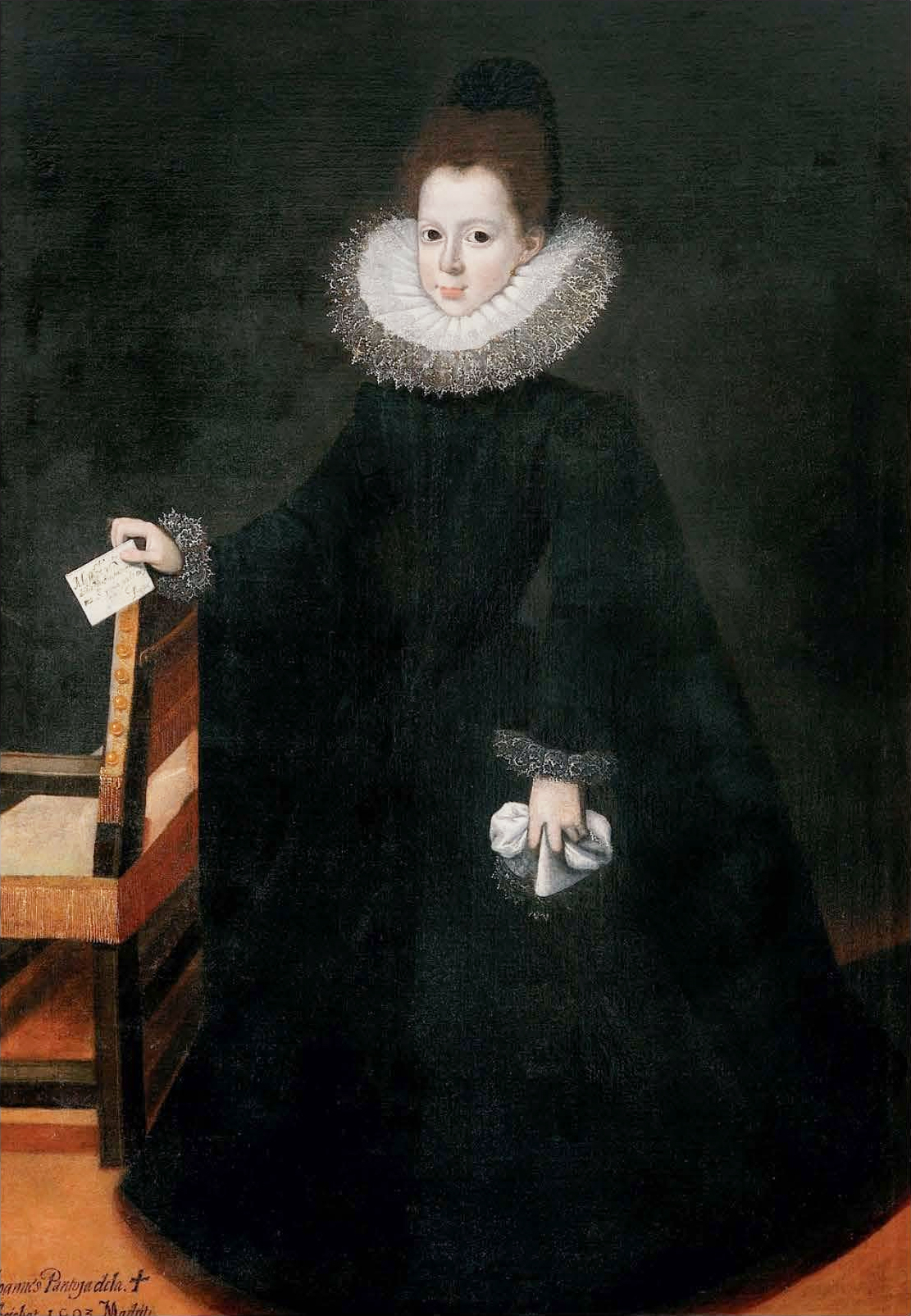
María Luisa de Aragón-Gurrea y Von Perstein, vii duquesa de Villahermosa, por Juan Pantoja de la Cruz

- Alfonso de Aragón (Olmedo, 1415-Linares (Jaén), 31 de octubre de 1485), i duque de Villahermosa,[1] hijo ilegítimo de Juan II de Aragón y de Leonor de Escobar.

Se casó en septiembre de 1477 con Leonor de Soto (o Sotomayor) de quien tuvo tres hijos: Hernando, que murió en la infancia; Alfonso, que le sucedió en el ducado, y María, también llamada Mariana, que se casó en primeras nupcias con Roberto II Sanseverino, III príncipe de Salerno  y fueron los padres del III duque de Villahermosa. Tuvo varios hijos fuera de matrimonio, entre ellos, con María Junquers, a Juan de Aragón, I duque de Luna. Este se casó con María López de Gurrea Torrellas, padres, entre otros, de Alfonso Felipe de Gurrea y Aragón, que con su tercera esposa, Ana Sarmiento y Ulloa, tuvo a varios hijos, entre ellos, a Martín de Gurrea y Aragón que fue el IV duque de Villahermosa. Al primer duque de Villahermosa le sucedió su hijo:
- Alfonso de Aragón (ca. 1479-19 de agosto de 1513), ii duque de Villahermosa.[1]

Murió sin descendencia legítima, aunque tuvo una hija nacida en Nápoles llamada Leonor. Le sucedió su sobrino:
- Fernando Sanseverino de Aragón (m. 1572), iii duque de Villahermosa.

Casó con Isabel de Villamarín. Fue desposeído de sus títulos por traición a la Corona. Le sucedió su sobrino:
- Martín de Gurrea y Aragón (17 de marzo de 1525/1526[7]-18 de abril de 1581), iv duque de Villahermosa desde el 29 de julio de 1558.[8]  Se casó en primeras nupcias el 1 de enero de 1541 con Luisa de Borja (m. 4 de octubre de 1560),[9]  hija del iii duques de Gandía;[10] y en segundas, el 30 de julio de 1568 con María Pérez de Pomar. Le sucedió su hijo del primer matrimonio:[1]

- Fernando de Gurrea y Aragón (Zaragoza, 20 de abril de 1546[11]-Miranda de Ebro, 6 de noviembre de 1592), v duque de Villahermosa. Fue ajusticiado, acusado de deslealtad al rey, aunque después de su muerte, el monarca reconoció que había sido un fiel vasallo. Recibió sepultura en el monasterio de Veruela.[12]

Contrajo matrimonio con Juana de Wernstein (m. 3 de enero de 1631). Su hija fue la VII duquesa de Villahermoso. Le sucedió su hermano:
- Francisco de Gurrea y Aragón (1551-1622), vi duque de Villahermosa,[1] i conde de Luna, ix (y último) conde de Ribagorza.

Se casó en primeras nupcias el 25 de marzo de 1574 con Leonor Zaporta y Santángel (m. 22 de diciembre de 1590), hija de Gabriel Zaporta, señor de Valmaña, financiero aragonés descendiente de judeo-conversos, con sucesión que no heredó el ducado. Contrajo un segundo matrimonio el 17 de abril de 1597 con Luisa de Alagón y Luna (m. 23 de enero de 1633), hermana de Gabriel Blasco de Alagón, iv conde de Sástago y de Catalina Martínez de Luna, hija del i conde de Morata de Jalón, fallecida en 1633. Le sucedió, de su segundo matrimonio, su hijo Martín de Aragón y Alagón como ii conde de Luna, quién no tuvo descendientes. Por sentencia del 10 de diciembre de 1603, le sucedió en el ducado de Villahermosa, su sobrina, hija de su hermano Fernando.
- María Luisa de Aragón y Wernstein (Praga?, 1582/1592)-4 de mayo de 1623), vii duquesa de Villahermosa desde 1603).[1] Hija primogénita del V duque, dama de la reina Margarita de Austria.[12]

Se casó en Madrid el 6 de abril de 1610 con su primo segundo, Carlos de Borja y Aragón, presidente del Consejo Supremo de Portugal y Consejero de Estado de Felipe IV (m. 27 de julio de 1647). Le sucedió su hijo:
- Fernando Manuel de Aragón de Gurrea y Borja, (1613-9 de agosto de 1665), viii duque de Villahermosa[1]

Se casó en primeras nupcias el 25 de febrero de 1629 con su prima Juana Luisa de Aragón y Alagón (m. 30 de julio de 1652), iii condesa de Luna, hija del sexto duque Francisco, que había sido vetado para sucesión desautorizado por la corona. Ella era pues sobrina de la séptima duquesa, también su suegra, la hija del quinto duque, madre de su marido Fernando Manuel. Se casó en segundas nupcias en Madrid (San Sebastián) el 17 de julio de 1658 con María de Silva. Le sucedió su hijo de su primer matrimonio:
- Carlos de Aragón Gurrea y Borja (1634-14 de agosto de 1692), ix duque de Villahermosa,[1] v conde de Luna, ix conde de Sástago, ix conde de Morata de Jalón, barón de Illueca, barón de Gotor.

Se casó el 10 de agosto de 1656 con María Enríquez de Guzmán, hija de Luis Enríquez de Guzmán, ix conde de Alba de Liste, ii conde de Villaflor. Sin descendencia, le sucedió su sobrino:
- José Claudio de Aragón Gurrea y Bardají (1697-23 de noviembre de 1761), x duque de Villahermosa,[1] viii marqués de Navarrés, iv marqués de Cañizar, iv marqués de San Felices de Aragón, vii conde de Luna, iv conde de Castellflorit.

Soltero, sin descendientes, le sucedió su sobrino:
- Juan Pablo de Aragón Azlor y Gurrea (antes Juan Pablo de Azlor y Zapata de Calatayud), (1730-1 de junio de 1790), xi duque de Villahermosa,[1] ix conde de Sinarcas, viii conde del Real, vi duque de la Palata, vi príncipe di Massalubrense, (se intituló, viii duque de Luna), viii conde de Luna, vi marqués de Cábrega, iv conde de Guara, vizconde de Chelva, vizconde de Villanova.

Casó con María Manuela Pignatelli de Aragón y Gonzaga, hija de Joaquín Atanasio Pignatelli de Aragón, vii marqués de Coscojuela, v marqués de Mora, xvi conde de Fuentes, viii conde de Castillo de Centellas, y de María Luisa Gonzaga y Caracciolo, ii duquesa de Solferino. Le sucedió su hijo:
- Víctor Amadeo de Aragón-Azlor y Pignatelli (1779-23 de enero de 1792), xii duque de Villahermosa,[1] x conde de Sinarcas, ix conde del Real, vii duque de la Palata, vii príncipe di Massalubrense, ix conde de Luna, vii marqués de Cábrega, v conde de Guara, vizconde de Chelva, vizconde de Villanova.

Sin descendientes, le sucedió su hermano:
- José Antonio de Aragón-Azlor y Pignatelli de Aragón (1785-11 de noviembre de 1851), xiii duque de Villahermosa,[1] xi conde de Sinarcas, x conde del Real, viii duque de  la Palata, vii príncipe di Massalubrense, viii marqués de Cábrega, x conde de Luna, vi conde de Guara, vizconde de Chelva, vizconde de Villanova, i conde de la Moita con honores de pariente del rey, en Portugal.

Se casó el 14 de septiembre de 1814 con María del Carmen Fernández de Córdoba y Pacheco, hija de Manuel Antonio Fernández de Córdoba y Pimentel, marqués de Povar, viii marqués de Malpica, viii marqués de Mancera, conde de Melgar, conde de Gondomar, y de María del Carmen Pacheco y Téllez-Girón, v duquesa de Arión. Le sucedió su hijo:
- Marcelino Azlor de Aragón y Fernández de Córdoba (Madrid, 7 de julio de 1815-ibídem, 14 de noviembre de 1888), xiv duque de Villahermosa,[1][14] xi conde de Luna, vii conde de Guara, ii conde de la Moita con honores de pariente del rey, en Portugal, etc. Senador por derecho propio y por la provincia de Huesca.[15]

Contrajo matrimonio el 22 de marzo de 1841 con María Josefa de Idiáquez y Corral. Le sucedió su hija:
- María del Carmen Azlor de Aragón Idiáquez (1841-5 de noviembre de 1905), xv duquesa de Villahermosa,[1] xii condesa de Luna, (intitulada condesa-duquesa de Luna), viii condesa de Guara, iii condesa de la Moita con honores de parienta del rey, en Portugal, etc.

Se casó el 23 de agosto de 1862 con José Manuel Goyeneche y Gamio, ii conde de Guaqui. Sin descendientes. Le sucedió su primo, el hijo de José Antonio Azlor de Aragón y Fernández de Córdoba, xi conde del Real, hermano del xiv duque:

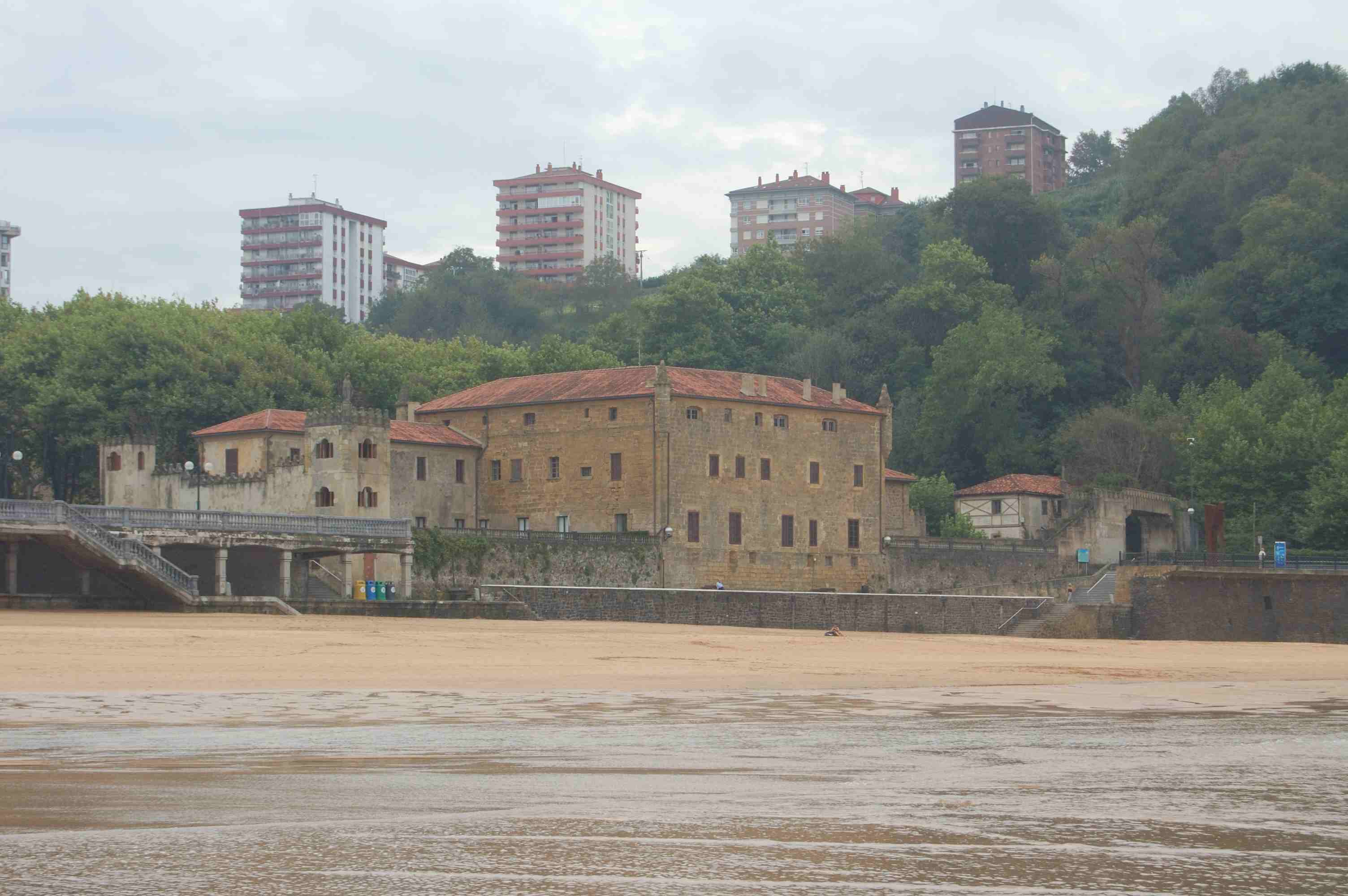
Fachada trasera de la Casa de Narros, en Zarauz (Guipúzcoa), vista desde la playa.

- Francisco Javier Aragón-Azlor e Idiáquez (1842-1919), xvi duque de Villahermosa, vi duque de Granada de Ega, xii marqués de Cortes, vii marqués de Valdetorres, ix conde de Javier, vizconde de Zolina, xvi vizconde de Muruzábal, xiii conde de Luna, ix conde de Guara y vizconde de Chelva. Fue caballero de la Orden del Toisón de Oro y senador en 1906.[1]

Contrajo matrimonio el 12 de octubre de 1871 con Isabel María Hurtado de Zaldívar y Heredia, hija de José Manuel Hurtado de Zaldívar y Fernández de Villavicencio, iv conde de Zaldívar, vizconde de Portocarrero y marqués de Villavieja. Le sucedió su hijo:
- José Antonio Azlor de Aragón y Hurtado de Zaldívar,(1873-18 de julio de 1960), xvii duque de Villahermosa,[1] vii duque de Granada de Ega, ii duque de Luna, (por haberlo rehabilitado en su persona en 1895, el rey Alfonso XIII), xiii marqués de Cortes, x marqués de Cábrega, viii y xii marqués de Valdetorres, vii marqués de Narros, xiv conde de Luna, x conde de Javier, x conde de Guara, xiv conde del Real, xix vizconde de Zolina, xviii vizconde de Muruzábal, gentilhombre grande de España con ejercicio y servidumbre del rey Alfonso XIII.

Se casó el 11 de junio de 1906 con María Isabel Guillamas y Caro, xi marquesa de San Felices, vii u viii condesa de Mollina y xi condesa de Villalcázar de Sirga. Le sucedió su hija:
- María del Pilar Azlor de Aragón y Guillamas (1908-7 de agosto de 1996), xviii duquesa de Villahermosa,[1] iii duquesa de Luna, ix duquesa de la Palata (por rehabilitación en 1986), xvii marquesa de Cortes, xi marquesa de Cábrega, xii marquesa de Valdetorres, xv condesa de Luna, xi condesa de Javier, xi condesa de Guara, xv condesa del Real, xx vizcondesa de Zolina.

Se casó el 12 de junio de 1935 con Mariano de Urzáiz y Silva Salazar y Carvajal, xii conde del Puerto. Le sucedió su hijo:
- Álvaro de Urzáiz y Azlor de Aragón (n. en 1937), xix duque de Villahermosa,[1] xii marqués de Cábrega y xviii marqués de Cortes, xvi conde de Luna, xii conde de Guara, xiii conde del Puerto y xii conde de Javier, xx vizconde de Muruzábal y xxi de Zolina. Desde junio de 2006 es también el x marqués de Narros, con grandeza de España, tras la muerte en el 2005 de su tía Isabel Azlor de Aragón Guillamas, ix marquesa de Narros.[16]

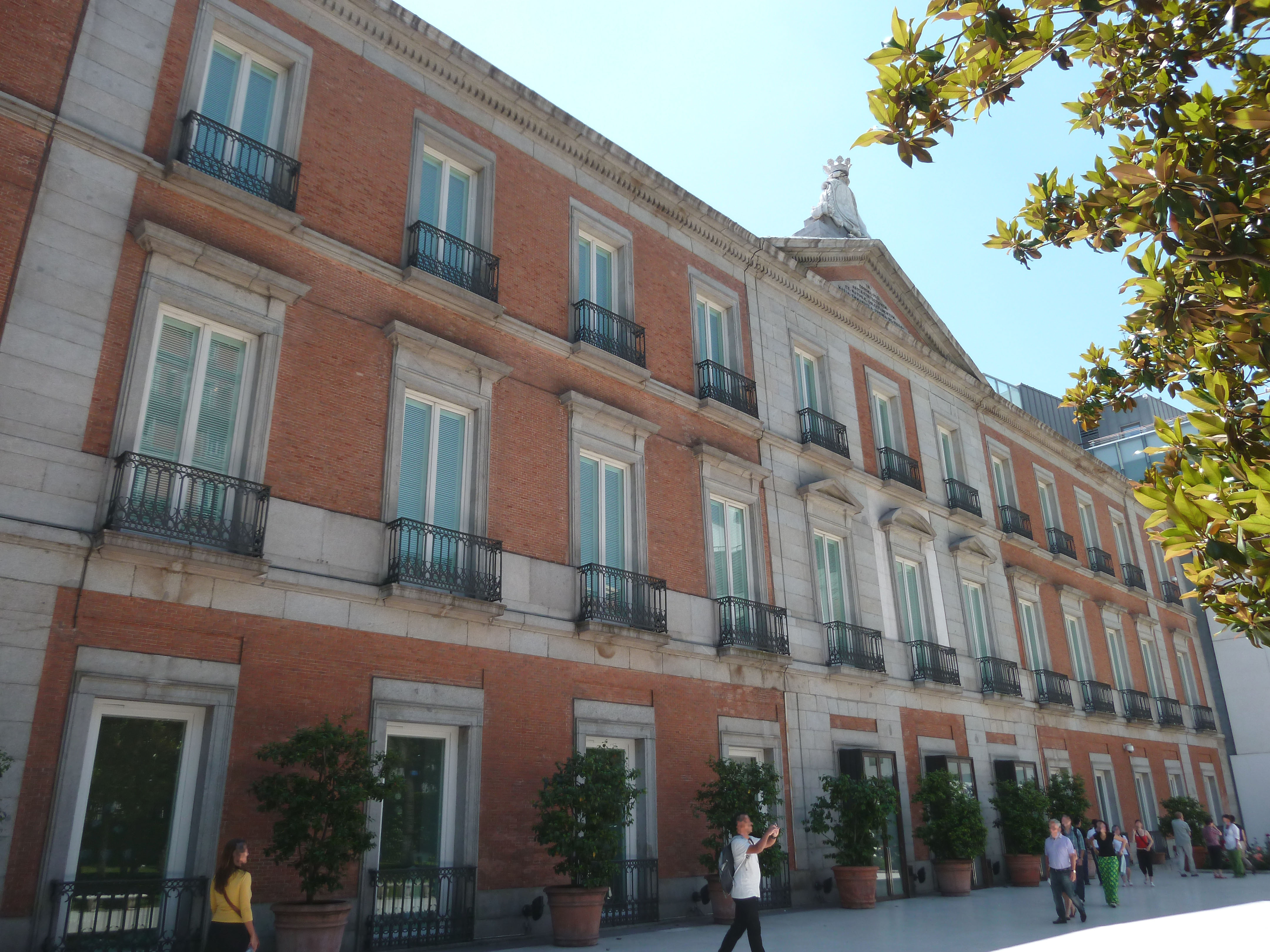
Palacio de Villahermosa (Madrid) en Madrid, actual Museo Thyssen-Bornemisza.

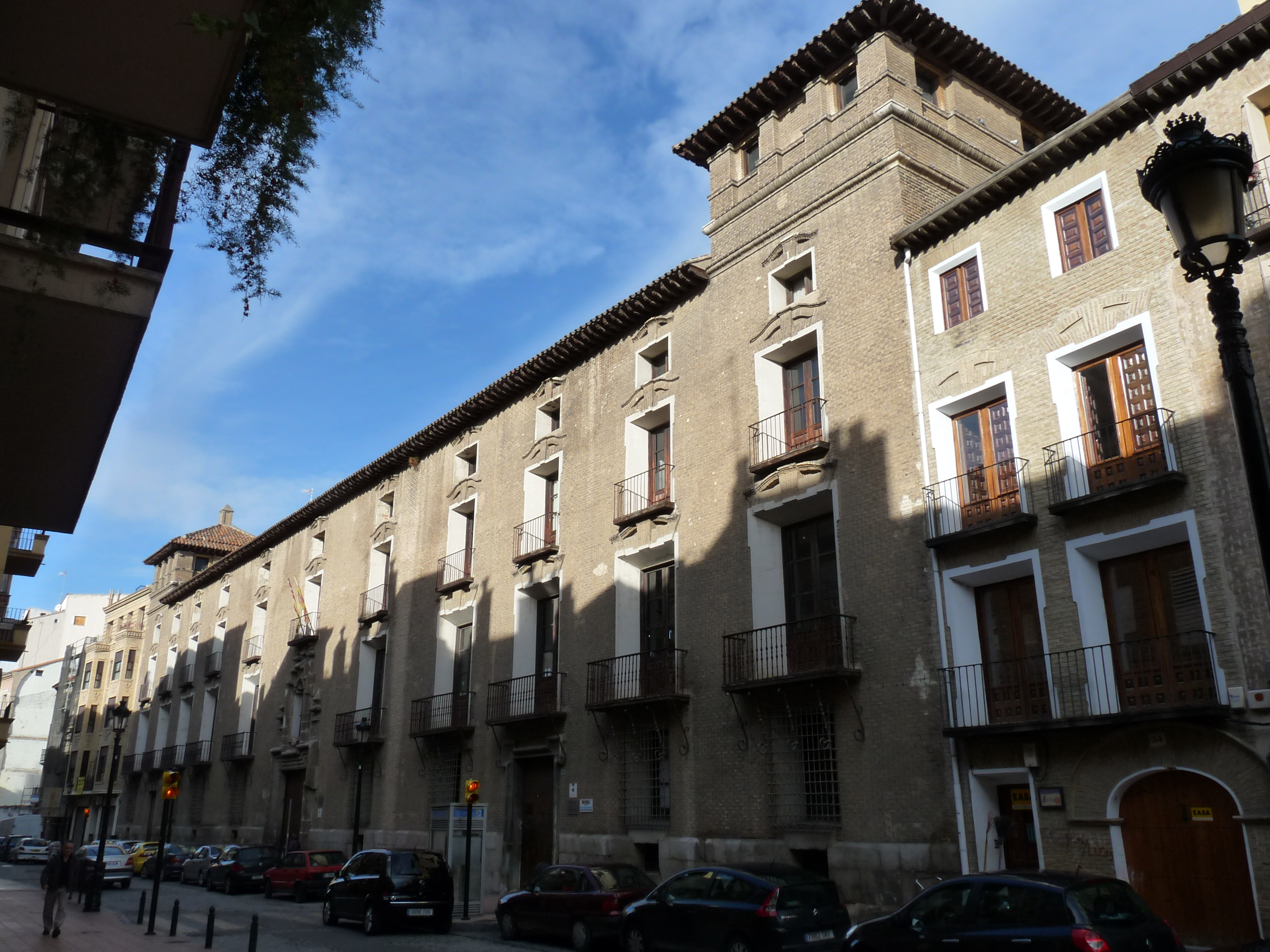
Fachada del palacio de los duques de Villahermosa en Zaragoza,

## Patrimonio histórico-artístico
La residencia del matrimonio de los duques en Madrid a partir del siglo XVIII fue el Palacio de Villahermosa, emplazado en el cruce del Paseo del Prado y la carrera de San Jerónimo. Allí se estableció el duque de Angulema en 1823 al llegar al frente de los Cien Mil Hijos de San Luis para restaurar el absolutismo de Fernando VII. El edificio lo proyectó el arquitecto Antonio López Aguado en estilo neoclásico para la xi duquesa consorte María Pignatelli y Gonzaga. El inmueble conservó sus suntuosos interiores, que incluían salón de baile y capilla privada, hasta la década de 1970, tal como aparece en un reportaje fotográfico publicado en la revista Blanco y Negro. Fueron famosos los bailes y tertulias que organizaba Pilar de León, marquesa de Esquilache y arrendataria de una de las plantas del palacio. Poco después el edificio fue adquirido por la Banca López Quesada, que lo modificó para instalar sus oficinas. Tras la quiebra del banco, pasó a manos del Estado español en 1983 y fue ligeramente reformado como sede de exposiciones temporales del vecino Museo del Prado. Posteriormente, tras una remodelación debida a Rafael Moneo, en la cual se vació el interior, se habilitó como sede del Museo Thyssen-Bornemisza.
En Guipúzcoa el duque de Villahermosa, titular del mayorazgo de Oñaz y Loyola, poseía la casa natal de San Ignacio de Loyola.
En Aragón los duques poseen la casa de Pedrola, situada en dicho municipio de la provincia de Zaragoza, desde que se unieran los títulos de Vilafermosa y Ribagorza ya que a finales del siglo XIV el conde de Ribagorza, Juan de Aragón, primogénito, aunque ilegítimo, del primer duque, se casara con María López de Gurrea, señora de Pedrola. El archivo de la Casa de Villahermosa se encuentra en dicha casa y consta en la actualidad de más de mil legajos que contienen la historia de esta familia desde el siglo XIV. También fueron propietarios de un palacio en Fréscano, en el cual pasaban los veranos cazando, una de sus aficiones. Actualmente este palacio es propiedad del ayuntamiento y en parte está en manos privadas.